# Río Lost (California)
El río Lost (del inglés: Lost River), literalmente, 'río perdido') es un pequeño río del Noroeste de Estados Unidos, un río de la cuenca endorreica del lago Tule que discurre por el norte de California y el suroeste de Oregón. El río, de 97 km de largo, —74 km en Oregón y 23 km en California— fluye describiendo un cerrado arco desde el embalse del lago Clear (104,2 km², en el condado de Modoc, California, a través del condado de Klamath, Oregón, hasta el lago Tule (53,0 km²) en el condado de Siskiyou, de nuevo en California, a poco más de 20 km en línea recta de su origen. El nombre es debido a la ausencia de caudal en algunas épocas del año en parte del valle Langell.

## Curso
Desde su nacimiento, el río fluye por el valle Langell, donde el arroyo Miller (12,2 km) le aborda desde la derecha. Cerca de la pequeña localidad de Bonanza (415 hab. en 2010), el río gira hacia el oeste y pasa por Olene Gap, a unos 16 km al este de la ciudad de Klamath Falls (20 840 hab. en 2010). El río luego se vuelve hacia el sureste y discurre a lo largo de la base de la montaña Stukel, donde proporciona canales de derivación para pequeños lagos incluyendo el lago Nuss (0,55 km²), para el riego y control de inundaciones. A continuación, vuelve a entrar en California al sur de la pequeña Merrill (844 hab. en 2010).

## Cuenca
Las presas, canales, bombas y otras estructuras artificiales en el río Lost, el lago Clear y el lago Tule son parte del Proyecto Klamath del Bureau of Reclamation de los EE. UU., que gestiona el caudal de agua de la cuenca, principalmente para su uso en la agricultura y el control de inundaciones. El proyecto provee de agua a cerca de 85 000 ha de tierras de cultivo, el 62 % en Oregón y el 38 % restante en California. El agua de la cuenca del río Lost entra en la cuenca del río Klamath, principalmente a través del «Canal de desvío del río Lost» ( Lost River Diversion Channel), cuya boca está a unos 6,4 km aguas abajo de Olene. El canal, de 13 km de longitud, también puede suministrar agua en sentido inverso, desde el Klamath, cuando se necesita agua para riego en las explotaciones de las zonas drenadas por el lago Tule.
El río Lost, que discurre lentamente, ofrece posibilidades de pesca para la lubina —hasta 3,2 kg—, siluro marrón, crappie, perca amarilla, y perca de Sacramento. Las truchas son poco comunes en este río.

## Historia
Después de 1846, la ruta Applegate, una de las variantes de la ruta de California, cruzaba el río por un puente natural de piedras escalonadas, más tarde cubierto por una presa del Bureau of Reclamation, cerca de Merrill. A principios de ese mismo año, el explorador John C. Frémont había llamado la corriente como McCrady River en recuerdo de un amigo de la infancia, pero con el tiempo el nombre de río Lost prevaleció.
Una oficina de correos Lost River operó brevemente, probablemente, en la vecindad de Olene, Oregón, en 1875-1876.

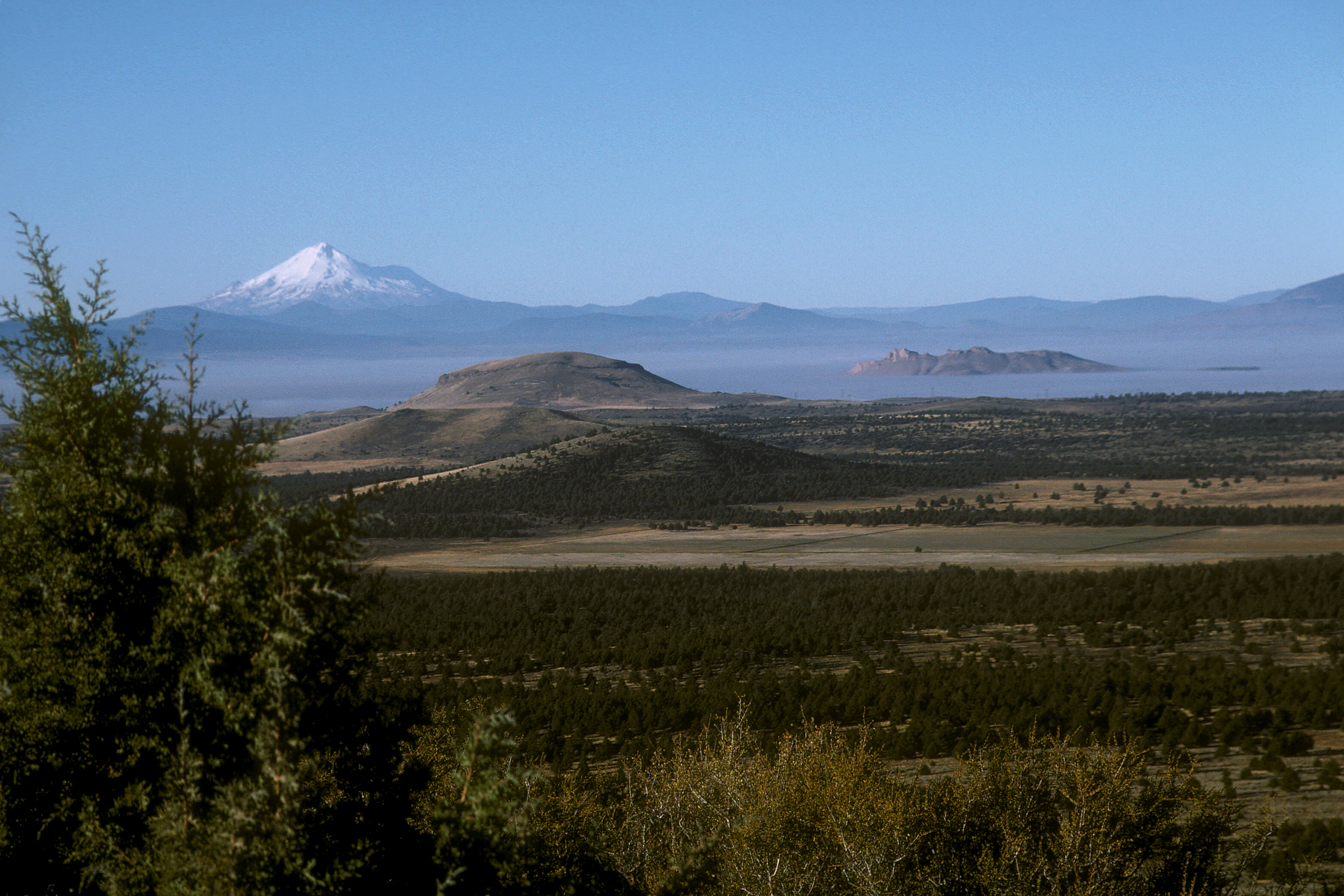
Vista del lago Tule, donde desagua el río Lost.